# Ò̲
Ò̲ (minuscule : ò̲), appelé O accent grave trait souscrit ou O accent grave souligné, est une lettre latine utilisée dans l’écriture du goemai et du sekani. Elle n’est pas à confondre avec le Ò̱, O accent grave macron souscrit.

## Usage informatique
Le O accent grave trait souscrit peut être représenté avec les caractères Unicode suivants : 
- précomposé et normalisé NFC (supplément latin-1, diacritiques) :

| formes    | représentations | chaînes de caractères | points de code | descriptions                                                      |
| --------- | --------------- | --------------------- | -------------- | ----------------------------------------------------------------- |
| capitale  | Ò̲               | Ó◌̲                    | U+00D2 U+0332  | lettre majuscule latine o accent grave diacritique trait souscrit |
| minuscule | ò̲               | ó◌̲                    | U+00F2 U+0332  | lettre minuscule latine o accent grave diacritique trait souscrit |

- décomposé et normalisé NFD (latin de base, diacritiques) :

| formes    | représentations | chaînes de caractères | points de code       | descriptions                                                                  |
| --------- | --------------- | --------------------- | -------------------- | ----------------------------------------------------------------------------- |
| capitale  | Ò̲               | O◌̲◌́                   | U+004F U+0332 U+0300 | lettre majuscule latine o diacritique trait souscrit diacritique accent grave |
| minuscule | ò̲               | o◌̲◌́                   | U+006F U+0332 U+0300 | lettre minuscule latine o diacritique trait souscrit diacritique accent grave |